# Ś

الحرف Ś هو حرف مشتق من الحرف S اللاتيني مع إضافة شكلة نبرة حادة.
الحرف يستخدم في أبجدية اللغة البولندية والأبجدية اللاتينية للغة المونتنغرية وكذلك في لغات سلافية أخرى مثل الأبجدية اللاتينية للغة البيلاروسية واللغة الصربية السفلى وفي.
ويتكب في لغة رقم النص الفائق (HTML):
- &#346; Ś (حرف كبير)
- &#347; ś (حرف صغير)

أما رمزا اليونيكود فهما U+015A للكبير (Ś) و U+015B للصغير (ś).